# 犹太商人索斯金故居
犹太商人索斯金故居位于黑龙江省哈尔滨市道里区经纬四道街30号，2013年被列为第七批全国重点文物保护单位。。
犹太商人索斯金故居由犹太富商索斯金建于1910年，是一座古典主义建筑风格的住宅，装饰颇为精美。目前为哈尔滨市土木建筑学会。2013年作为哈尔滨犹太人活动旧址群的一部分被列为第七批全国重点文物保护单位。